# فوزي مطلق الراوي
فوزي مطلق الراوي ويعرف أيضا باسم فوزي إسماعيل الحسيني الراوي و أبو أكرم و أبو فراس زعيم الحركة البعثية السورية في العراق.

## النشأة
ولد في عام 1940 في مدينة راوة في محافظة الأنبار بالعراق.

## حرب العراق
عينه الرئيس السوري بشار الأسد رئيسا للفرع العراقي لحركة البعث السورية في عام 2003. في عام 2006 كان الراوي الرقم 13 من أصل 41 مطلوب للحكومة العراقية الذين اتهموا بتمويل وقيادة العمليات الإرهابية في محافظة الأنبار.
في أواخر عام 2007 اتهمته وزارة الخزانة الأمريكية بأنه يقدم الدعم المالي والمادي لتنظيم القاعدة في العراق. كما اتهمته وزارة الخزانة الأمريكية بدعم الحكومة السورية وإقامة علاقات وثيقة مع أجهزة المخابرات السورية. اتهم الراوي بأنه التقى مرتين بالقائد السابق للجماعة البعثية جيش محمد الفاتح في عام 2004 وبعد أن أخبر القائد بأن الجماعة ستحصل على دعم مادي من الحكومة السورية. في عام 2005 ساعد الراوي في نقل 300 ألف دولار أمريكي لأعضاء تنظيم القاعدة في العراق إلى جانب البنادق والعبوات الناسفة التي يحملها الانتحاريين. كما ناقش الراوي القضايا التشغيلية مع ممثلي قيادة تنظيم القاعدة في العراق مثل الهجمات ضد السفارة الأمريكية وداخل المنطقة الخضراء.
في اجتماع مع رئيس الوزراء العراقي نوري المالكي في يناير 2009 ذكر ديفيد بتريوس قائد القيادة المركزية للولايات المتحدة أن الراوي هو أحد أكثر الأعضاء خطورة في التمرد المرتبط بالحكومة البعثية السابقة والخطر الذي تشكله هذه الجماعات أكبر بالمقارنة مع الخطر الذي يشكله تنظيم القاعدة في العراق.
اعتبارا من عام 2010 كان يعتقد أن الراوي يعيش في شقة تملكها الحكومة السورية في حي المزة في دمشق ويعمل في قيادة حزب البعث السوري في حي الحلبوني في المدينة.